# ViVi
"ViVi" é o quinto single do projeto pre-debut do girl group sul-coreano LOOΠΔ. Foi lançado em 17 de abril de 2017, pela Blockberry Creative e distribuído pela CJ E&M. É o primeiro single solo da integrante ViVi que foi introduzida previamente como integrante do LOOΠΔ 1/3, e contem duas faixas, "Everyday I Love You", com a integrante HaSeul, e "Everyday I Need You", junta com a próxima integrante do LOOΠΔ, JinSoul.

## Promoções e lançamento
Em 13 de fevereiro, a quinta integrante, ViVi, foi revelada. Em 5 de abril, foi confirmado que ViVi seria a próxima a lançar um single álbum. Seu álbum foi lançado em 16 de abril, com a próxima integrante, Jinsoul.
No dia 16 de abril, o primeiro single de ViVi, "Everyday I Love You", com HaSeul, foi lançado .
Em 13 de maio, para celebrar que o videoclipe de "Everyday I Love You" tinha alcançando 300K visualizações, o videoclipe "Everyday I Need You" foi lançado, revelando a nova integrante do grupo, JinSoul. Foi filmado em Busan.
Em 13 de maio, o videoclipe de "Everyday I Need You" foi lançado.
Para celebrar o lançamento do single, houve eventos de autógrafos em Seul, com ViVi participando de todos os eventos e HaSeul participando em alguns deles.

## Discografia
| N.º            | Título                | Letras                                      | Música                                                       | Arranjo                                       | Duração |  |
| 1.             | "Everyday I Love You" | Yoon Young-min, Child's Play, Kim Nam-young | Child's Play, Yoon Young-min, Kim Nam-young, Melody Workshop | Child's Play, Yoon Young-min, Melody Workshop | 3:28    |  |
| 2.             | "Everyday I Need You" | Yoon Young-min, Child's Play, Kim Nam-young | Yoon Young-min, Child's Play, Kim Nam-young                  | Yoon Young-min, Child's Play, Kim Nam-young   | 3:10    |  |
| Duração total: | Duração total:        | Duração total:                              | Duração total:                                               | Duração total:                                | 6:38    |  |

## Desempenho nas paradas
| Parada                   | Melhores posições | Vendas        |
| ------------------------ | ----------------- | ------------- |
| Gaon Weekly Album Chart  | 14                | - KOR: 1,666+ |
| Gaon Monthly Album Chart | 53                | - KOR: 1,666+ |